# Saint-Vital (Savoia)
Saint-Vital és un municipi francès situat al departament de la Savoia i a la regió d'Alvèrnia-Roine-Alps. L'any 2007 tenia 663 habitants.

## Demografia

### Població
El 2007 la població de fet de Saint-Vital era de 663 persones. Hi havia 246 famílies de les quals 48 eren unipersonals (24 homes vivint sols i 24 dones vivint soles), 89 parelles sense fills, 105 parelles amb fills i 4 famílies monoparentals amb fills.
La població ha evolucionat segons el següent gràfic:
Habitants censats

### Habitatges
El 2007 hi havia 278 habitatges, 246 eren l'habitatge principal de la família, 19 eren segones residències i 13 estaven desocupats. 245 eren cases i 32 eren apartaments. Dels 246 habitatges principals, 212 estaven ocupats pels seus propietaris, 26 estaven llogats i ocupats pels llogaters i 7 estaven cedits a títol gratuït; 2 tenien una cambra, 13 en tenien dues, 35 en tenien tres, 65 en tenien quatre i 130 en tenien cinc o més. 213 habitatges disposaven pel capbaix d'una plaça de pàrquing. A 76 habitatges hi havia un automòbil i a 154 n'hi havia dos o més.

### Piràmide de població
La piràmide de població per edats i sexe el 2009 era:
| Homes | Edats   | Dones |
| ----- | ------- | ----- |
| 0     | 95 o +  | 0     |
| 0     | 90 a 94 | 0     |
| 0     | 85 a 89 | 8     |
| 4     | 80 a 84 | 0     |
| 0     | 75 a 79 | 8     |
| 16    | 70 a 74 | 12    |
| 8     | 65 a 69 | 20    |
| 12    | 60 a 64 | 16    |
| 16    | 55 a 59 | 12    |
| 16    | 50 a 54 | 16    |
| 36    | 45 a 49 | 20    |
| 24    | 40 a 44 | 20    |
| 16    | 35 a 39 | 48    |
| 24    | 30 a 34 | 24    |
| 16    | 25 a 29 | 4     |
| 20    | 20 a 24 | 8     |
| 28    | 15 a 19 | 16    |
| 12    | 10 a 14 | 28    |
| 24    | 5 a 9   | 12    |
| 24    | 0 a 4   | 4     |

## Economia
El 2007 la població en edat de treballar era de 456 persones, 309 eren actives i 147 eren inactives. De les 309 persones actives 293 estaven ocupades (162 homes i 131 dones) i 16 estaven aturades (4 homes i 12 dones). De les 147 persones inactives 45 estaven jubilades, 31 estaven estudiant i 71 estaven classificades com a «altres inactius».

### Ingressos
El 2009 a Saint-Vital hi havia 242 unitats fiscals que integraven 616 persones, la mediana anual d'ingressos fiscals per persona era de 20.488,5 €.

### Activitats econòmiques
Dels 11 establiments que hi havia el 2007, 3 eren d'empreses de construcció, 1 d'una empresa de comerç i reparació d'automòbils, 2 d'empreses de transport, 2 d'empreses d'hostatgeria i restauració, 2 d'empreses de serveis i 1 d'una empresa classificada com a «altres activitats de serveis».
Dels 4 establiments de servei als particulars que hi havia el 2009, 1 era un taller de reparació d'automòbils i de material agrícola, 1 guixaire pintor, 1 restaurant i 1 saló de bellesa.
L'any 2000 a Saint-Vital hi havia 15 explotacions agrícoles que ocupaven un total de 60 hectàrees.

## Equipaments sanitaris i escolars
El 2009 hi havia una escola elemental integrada dins d'un grup escolar amb les comunes properes formant una escola dispersa.

## Poblacions més properes
El següent diagrama mostra les poblacions més properes.